# Josef Rut
Josef Rut (* 21. November 1926 in Kutna Hora; † 7. Oktober 2007 in Prag) war ein tschechischer Komponist, Geiger und Musikwissenschaftler.
Rut studierte bis 1951 am Staatlichen Konservatorium in Prag Violine bei Bedřich Voldán und nahm von 1952 bis 1954 privaten Kompositionsunterricht bei Jaroslav Řídký, später bei Emil Hradecký. Von 1953 bis 1983 war er Geiger beim Prager Rundfunksinfonieorchester. Danach widmete er sich vorrangig der Komposition. Unter seinen 57 Werken finden sich vier Sinfonien, acht Instrumentalkonzerte, ein Te Deum, das Magnificat et Oratorio Ecclesiastes sowie kammermusikalische Werke. Stilistisch war der Komponist Rut der Zwölftontechnik verpflichtet. Zudem verfasste er eine Anzahl musiktheoretischer und -philosophischer Schriften, darunter 2.Dvanáctitónová tonální teorie (1969), Die Musik und ihre Perspektive vom Gesichtspunkt der Relativitätstheorie (1980), Manual of Rhythm (mit Jan Dostál, 1979, 1984), Beitrag zur übersichtlicheren Notierung des Rhythmus (1982), Relativistická teorie hudebního pohybu (1990) und Search for Order as the Inspiration for Music Creation - Philosophy of Music (2000). 